# Sunnansjön, Lappland
Sunnansjön är en sjö i Vilhelmina kommun i Lappland och ingår i Ångermanälvens huvudavrinningsområde. Sjön har en area på 1,62 kvadratkilometer och ligger 516,1 meter över havet. Sjön avvattnas av vattendraget Baksjöbäcken.

## Delavrinningsområde
Sunnansjön ingår i det delavrinningsområde (723146-150714) som SMHI kallar för Utloppet av Sunnansjön. Medelhöjden är 536 meter över havet och ytan är 10,33 kvadratkilometer. Det finns inga avrinningsområden uppströms utan avrinningsområdet är högsta punkten. Baksjöbäcken som avvattnar avrinningsområdet har biflödesordning 3, vilket innebär att vattnet flödar genom totalt 3 vattendrag innan det når havet efter 393 kilometer. Avrinningsområdet består mestadels av skog (83 procent). Avrinningsområdet har 1,67 kvadratkilometer vattenytor vilket ger det en sjöprocent på 16,2 procent.